# Andreaea
Andreaea, rod mahovnjača po kojemu su imenovani porodica Andreaeaceae, red Andreaeales i razred Andreaeopsida. Unutar roda priznato je devedesetak vrsta.
Vrste roda Andreaea rastu po stjenovitim podlogama.

## Vrste
1. Andreaea acuminata Mitt.
2. Andreaea acutifolia Hook.f. & Wilson
3. Andreaea alpestris (Thed.) Schimp.
4. Andreaea alpina Hedw.
5. Andreaea amblyophylla Müll.Hal. ex Broth.
6. Andreaea angustifolia Broth.
7. Andreaea appendiculata Schimp.
8. Andreaea arachnoidea Müll.Hal.
9. Andreaea aterrima Müll.Hal.
10. Andreaea atlantica Dixon
11. Andreaea australis F.Muell. ex Mitt.
12. Andreaea barbarae Luceño, Cerrejón, J.Muñoz & Maguilla
13. Andreaea barbuloides Broth.
14. Andreaea bistratosa Magill
15. Andreaea blyttii Schimp.
16. Andreaea borbonica Besch.
17. Andreaea camerunensis P.W.Richards
18. Andreaea clavata Broth.
19. Andreaea crassinervia Bruch
20. Andreaea cucullata Dixon
21. Andreaea densifolia Mitt.
22. Andreaea depressinervis Cardot
23. Andreaea dillenii Trevis.
24. Andreaea dissitifolia Broth.
25. Andreaea erythrodictyon Herzog
26. Andreaea eximia Müll.Hal.
27. Andreaea firma Müll.Hal.
28. Andreaea flabellata Müll.Hal.
29. Andreaea flexuosa R.Br.bis
30. Andreaea fragilis Müll.Hal.
31. Andreaea frigida Huebener
32. Andreaea fuegiana (Cardot) S.W.Greene
33. Andreaea gainii Cardot
34. Andreaea heinemannii Hampe & Müll.Hal.
35. Andreaea hookeri Schimp.
36. Andreaea huttonii R.Br.bis
37. Andreaea indica Mitt.
38. Andreaea javanica J.Froehl.
39. Andreaea karsteniana Müll.Hal.
40. Andreaea kilimandjarica Paris
41. Andreaea kilimandscharica Paris
42. Andreaea laticuspis Broth.
43. Andreaea latinervis E.B.Bartram
44. Andreaea laxifolia Hook.f. & Wilson
45. Andreaea leiophylla Cardot ex G.Roth
46. Andreaea lorentziana Müll.Hal.
47. Andreaea marginata Hook.f. & Wilson
48. Andreaea megistospora B.M.Murray
49. Andreaea microvaginata Müll.Hal.
50. Andreaea mildbraedii Broth.
51. Andreaea mitchellii Broth. & Dixon
52. Andreaea morrisonensis Nog.
53. Andreaea mutabilis Hook.f. & Wilson
54. Andreaea nana Müll.Hal.
55. Andreaea naumannii Müll.Hal.
56. Andreaea nitida Hook.f. & Wilson
57. Andreaea nivalis Hook.
58. Andreaea opaca Cardot ex G.Roth
59. Andreaea pachyphylla (Müll.Hal.) Broth.
60. Andreaea parallela Müll.Hal.
61. Andreaea patagonica Dusén
62. Andreaea peruviana Broth.
63. Andreaea pilifera Herzog & Thér.
64. Andreaea pseudomutabilis Dusén
65. Andreaea purpurascens (Dusén) G.Roth
66. Andreaea regularis Müll.Hal.
67. Andreaea remotifolia Dusén
68. Andreaea rigida Wilson
69. Andreaea robusta Broth.
70. Andreaea rothii F.Weber & D.Mohr
71. Andreaea rupestris Hedw.
72. Andreaea schofieldiana B.M.Murray
73. Andreaea semisquarrosa Müll.Hal.
74. Andreaea seriata G.Roth
75. Andreaea sinuosa B.M.Murray
76. Andreaea squarrifolia Dixon
77. Andreaea squarrosa Mitt.
78. Andreaea subappendiculata Müll.Hal.
79. Andreaea subremotifolia Dixon
80. Andreaea subulata Harv.
81. Andreaea subulifolia Müll.Hal.
82. Andreaea taiwanensis T.Y.Chiang
83. Andreaea tsaratananae Thér.
84. Andreaea tunariensis Broth.
85. Andreaea urophylla H.Rob.
86. Andreaea vaginalis Herzog
87. Andreaea vilocensis Broth.
88. Andreaea vulcanica Lorentz
89. Andreaea wangiana Chen Chiang, 1998
90. Andreaea wangiana P.C.Chen
91. Andreaea willii Müll.Hal.
92. Andreaea wilsonii Hook.f.